# فایت (ویرجینیای غربی)
فایت (به انگلیسی: Fayette) یک منطقهٔ مسکونی در ایالات متحده آمریکا است که در شهرستان فایت، ویرجینیای غربی واقع شده‌است.